# Northmill Bank
Northmill är en svensk bank och ett fintech-bolag. Northmill Group AB (publ) grundades 2006 i Stockholm och äger Northmill Bank AB och Northmill Flo AB.
Koncernen har cirka 160 medarbetare och verksamhet i Sverige, Norge, Finland och Polen. Kundstocken består av cirka 2 500 företag och 600 000 slutkunder.
I september 2019 erhöll Northmill svenskt banktillstånd. Northmill Bank AB står under tillsyn av Finansinspektionen i egenskap av svensk bank och omfattas av lagen (2004:297) om bank- och finansrörelse.
Banken är teknikdriven och strävar efter kostnadseffektivitet och skalbarhet genom automatiserade processer. Verksamheten bedrivs huvudsakligen på internet och består främst av banktjänster till privatpersoner, i form av in- och utlåning, samt försäkringsförmedling och försäljning av kassasystem.
Verkställande direktör för Northmill är Tord Topsholm.
Northmill stöttar svensk damfotboll i projektet Power of We.